# HD 24496
HD 24496 är en vid dubbelstjärna belägen i den mellersta delen av stjärnbilden Oxen. Den har en kombinerad genomsnittlig skenbar magnitud av ca 6,81 och kräver åtminstone en handkikare för att kunna observeras. Baserat på parallaxmätning inom Hipparcosuppdraget på ca 49,0 mas, beräknas den befinna sig på ett avstånd på ca 67 ljusår (ca 20 parsek) från solen. Den rör sig närmare solen med en heliocentrisk radialhastighet på ca -19 km/s.

## Egenskaper
Primärstjärnan HD 24496 A är en gul till vit stjärna i huvudserien av spektralklass G7 V. Den har en massa som är ca 0,95 solmassor, en radie som är ca 0,9 solradier och har ca 0,8 gånger solens utstrålning av energi från dess fotosfär vid en effektiv temperatur av ca 5 600 K.

## Planetsystem
År 2009 upptäcktes en gasjätteplanet i omlopp kring HD 24496 A. 
| Planet | Massa    | Halv storaxel (AE) | Siderisk omloppstid (d) | Excentricitet | Inklination | Radie |
| ------ | -------- | ------------------ | ----------------------- | ------------- | ----------- | ----- |
| b      | ≥0,32 MJ | 2,59               | 1 570                   | 0,30          | -           | -     |